# Joachim Ernst von Oettingen-Oettingen

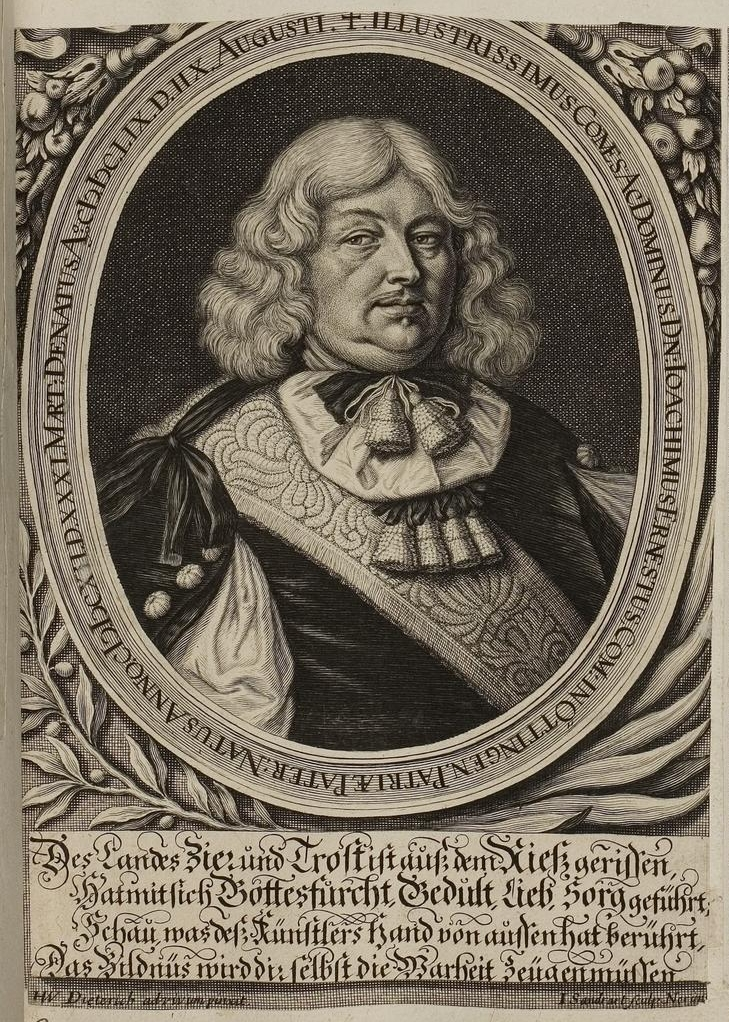
Joachim Ernst Graf zu Oettingen-Oettingen

Joachim Ernst von Oettingen-Oettingen (* 31. März 1612 in Oettingen; † 8. August 1659 in Harburg) war Graf zu Oettingen-Oettingen. Er regierte von 1634 bis 1659.

## Leben

### Herkunft und Verwandtschaft
Joachim Ernst von Oettingen-Oettingen war Angehöriger des fränkisch-schwäbischen Adelsgeschlechts Oettingen und Graf der evangelischen Linie Oettingen-Oettingen. Sein Vater war Ludwig Eberhard Graf zu Oettingen-Oettingen und seine Mutter Margaretha von Erbach.
Am 8. Dezember 1633 heiratete er Gräfin Anna Sibilla von Solms-Sonnenwalde (1615–1635), Tochter Heinrich Wilhelms von Solms-Sonnenwalde (1583–1632) und seiner Frau Sofia Dorothea von Mansfeld-Arnstein (1593–1617). Aus dieser Ehe ging nur die Tochter Sofia Margareta  (1634–1664) hervor, die Albrecht II. von Brandenburg-Ansbach heiratete.
Nach dem Tod seiner ersten Frau heiratete er am 5. Dezember 1638 Anna Dorothea von Hohenlohe-Neuenstein (1621–1643), Tochter des Grafen Karl VII. von Hohenlohe-Neuenstein (1582–1641) und seiner Frau Sophia von Zweibrücken-Birkenfeld (1593–1676). Aus dieser Ehe gingen folgende die Kinder hervor:
- Maria Dorothea Sophia (1639–1698), heiratete Herzog Eberhard III. von Württemberg (1614–1674)
- Karl Ludwig (geboren und gestorben 1641)
- Albrecht Ernst I. (1642–1683) heiratete 1665 Christine Friederike von Württemberg (1644–1674) und 1682 Eberhardine Catharine von Württemberg (1651–1683)
- Susanna Johanna (1643–1713) heiratete Friedrich Magnus von Castell (1646–1717).

Zum dritten Mal heiratete Joachim Ernst am 9. Mai 1646 in Nürnberg Anna Sofia von Pfalz-Sulzbach (1621–1675), Tochter des Grafen August von Pfalz-Sulzbach (1582–1632) und der Hedwig von Holstein-Gottorp (1603–1657). Aus dieser Verbindung ging Sophia Juliana (1656–1743) hervor, die den Grafen Philipp von Oettingen-Wallerstein heiratete.
Joachim Ernst starb am 8. August 1659 und wurde in der Gruft der Schlosskirche St. Michael auf Burg Harburg bestattet.